# Аничков, Владимир Петрович
Влади́мир Петро́вич Ани́чков (9 марта 1871 — 2 мая 1939) — русский банкир, работник Министерства финансов Правительства Колчака, деятель белой эмиграции, мемуарист и литератор.

## Биография
Родился 9 марта 1871 года в родовом имении в Смоленской губернии. Окончил Коммерческое училище в Санкт-Петербурге и Высшее техническое училище в Москве, по окончании которого поступил на службу в Симбирское отделение Волжско-Камского коммерческого банка. В Симбирск Аничков приехал со всей семьёй — женой и сыном Анатолием, позднее здесь же родилась дочь Наталия. В 33 года В. П. Аничков получил должность управляющего Симбирским отделением Волжско-Камского банка — предыдущий глава, А. В. Вьюгин, ушёл на покой. В 1913 году Аничков был переведён в Екатеринбург, где опять возглавил отделение того же банка, одновременно являясь директором-распорядителем Алапаевского горного округа.
Поселился он в доме №15 по улице Фетисовской (теперь улица Бориса Ельцина).
Сразу же после Февральской революции Аничков вошёл в состав Комитета общественной безопасности. После прихода к власти большевиков и национализации банков Владимир Петрович был арестован, позже поселился в поселке Северка, в окрестностях Екатеринбурга, в то время представлявший собой заимку в глухом лесу. В правительстве А. В. Колчака Аничков работал в составе Министерства финансов. Большевики наступали и постепенно вместе с остатками Белой гвардии семья Аничковых добралась до Владивостока. Когда в Приморье Гражданская война стала подходить к концу, семья Аничковых через Шанхай навсегда уехала в США.
Позднее в своих мемуарах В. П. Аничков напишет:

Покидая Владивосток, я в последнюю бессонную ночь вспоминал всю свою жизнь и перечислял правительства, при которых мне довелось жить в России. Я был верноподданным Государя Александра II, Государя Александра III, Государя Николая II, гражданином республиканского Временного правительства, рабом коммунистического правительства на Урале, бесправным пленным чешского командования, подданным Уральского правительства, Директории, правительств адмирала Колчака, генерала Розанова, Земского правительства Приморья, рабом коммунистического Земского правительства, подданным Коалиционного правительства, Воеводы Земской Рати Дитерихса, правительства братьев Меркуловых. И вот теперь превращаюсь в эмигранта.
— «Екатеринбург — Владивосток (1917—1922)»
В Сан-Франциско Владимир Петрович попал в 1932 году, где открыл книжный магазин под названием «Русская книга». Являлся членом Русского клуба, основал в Калифорнии литературное общество «Труженики пера». Написал книгу воспоминаний «Екатеринбург — Владивосток (1917—1922)».
Владимир Петрович Аничков умер  2 мая 1939 года в Сан-Франциско. Похоронен на Сербском кладбище.